# 長蔵寺 (岐阜県坂祝町)
長蔵寺（ちょうぞうじ）は、岐阜県加茂郡坂祝町酒倉にある釈迦如来を本尊とする臨済宗妙心寺派（聖澤派）の寺院で、山号は大蓬山。猿啄城主河尻氏菩提寺。
天文6年6月に大仙寺住持の先照瑞初が一色東嶋にあった釈迦堂を寺に改め、長蔵寺としたのを端緒とする。その後、寺にほど近い猿啄城の城主となった河尻秀隆が先照瑞初に帰依していたため、自らの菩提寺と定めて開山の法弟傳芳慈賢を迎えて寺領を寄進した。享保17年2月3日、祝融の災いにより伽藍を焼失し、古文書も多く失われた。その後再建を果たしたものの天保8年8月14日に暴風により倒壊。同13年9月に本堂の新築が成った。さらに老朽化に伴い平成24年（2012年）に寺観を改めている。
河尻氏の菩提寺として、河尻秀隆、河尻秀長や河尻鎮行など河尻氏歴代の墓がある他、坂祝町の文化財に指定されている河尻肥前守（河尻秀隆）肖像の軸を有する。